# Mar-Vell
Mar-Vell, la cui identità segreta è Capitan Marvel è un personaggio dei fumetti creato da Stan Lee (testi) e Gene Colan (disegni) nel 1967, pubblicato da Marvel Comics.
È un eroe proveniente dal pianeta dei Kree e difende la Terra dalle minacce aliene; in Italia le sue avventure sono state spesso pubblicate insieme a quelle dei Fantastici Quattro.

## Biografia del Personaggio

### Origini Kree
Il Capitano Mar-Vell appartiene ad una minoranza etnica dei Kree con la pelle rosa (come l'uomo bianco terrestre), sul pianeta Hala, abitato soprattutto da Kree "normali" con la pelle blu. Nonostante i pregiudizi e le discriminazioni, Mar-Vell diventa un soldato famoso e un eroe acclamato dal popolo per le sue vittorie in battaglia contro i nemici dei Kree, tra cui gli Skrull.
Al reggimento del Capitano, comandato dal Colonnello Yon-Rogg, viene ordinato di spiare il pianeta Terra, in particolare i progressi tecnologici per quanto riguarda i viaggi nello spazio. Yon-Rogg, geloso dell'amore tra Mar-Vell e la dottoressa della nave, Una, gli ordina di scendere a terra da solo e infiltrarsi a Cape Canaveral, in Florida. In seguito tenta di abbattere la navetta dell'eroe, ma lo manca e uccide un uomo, il dottor Walter Lawson. Mar-Vell sfrutta questo fatto per assumere l'identità del dottore, ma Yon-Rogg prova ancora ad uccidere il suo sottoposto con un robot Kree, la Sentinella. Con la sua uniforme Kree sconfigge il robot sotto gli occhi di molti terrestri che lo acclamano come "Capitan Marvel", interpretando male il nome con cui la Sentinella lo aveva chiamato.
Mar-Vell continua a spiare l'umanità, sia con l'identità da "uomo normale" sia con quella del supereroe in costume, diventando sempre più simpatico ai terrestri. Le sue prime avventure sono perlopiù in risposta ai tentativi di ucciderlo o di discreditarlo da parte di Yon-Rogg, come quella volta in cui il Generale aveva ordinato a Ronan l'Accusatore, un Kree con il compito di distruggere i traditori, di uccidere Mar-Vell con l'accusa di tradimento. L'eroe deve anche occuparsi del triangolo amoroso tra lui, Una e Carol Danvers, la sua collega alla base aerea di Cape Canaveral, innamorata di lui. Queste situazioni terminano con la cattura di Una, che aveva sentito per sbaglio i piani di Yon-Rogg e aveva tentato di avvertire Mar-Vell. Sebbene l'esecuzione del Capitano fallisca con l'arrivo degli alieni Aakon, lei viene colpita nella battaglia e muore tra le braccia di Mar-Vell, che aveva tentato di salvarla.

### Metamorfosi
Prima di ritornare a battersi con Yon-Rogg, incontra una potente entità chiamata Zo che lo fornisce di abilità e poteri maggiori. Allo stesso tempo, viene imbrogliato dal Comandante Zarek, che sperava di riuscire ad incolpare Mar-Vell di tradimento. Il Comandante e il suo amico Ronan avevano creato l'illusione di Zo, con la quale manipolano la mente di Capitan Marvel per fargli pensare di distruggere il suo pianeta madre, Kree-Lar. Mar-Vell diventa temporaneamente un fuggitivo, anche se Zarek e Ronan vengono giudicati colpevoli dalla Suprema Intelligenza (il Consiglio delle menti dei Kree più importanti del passato): quest'ultima rivela che il piano dei due criminali era stato scoperto e lui era libero, nonostante avesse quasi distrutto un pianeta. L'Intelligenza afferma inoltre che Capitan Marvel avrebbe potuto fare grandi cose e così viene vestito con un nuovo costume e gli viene concesso di tenere alcune delle abilità di Zo.
Tuttavia, appena Capitan Marvel parte per ritornare sulla Terra, si ritrova in un luogo extra-dimensionale conosciuto come la Zona Negativa. La Suprema Intelligenza, venuta a conoscenza dell'accaduto, attira mentalmente l'attenzione di un giovane di nome Rick Jones, conducendolo in un'antica base Kree sulla Terra e lì gli comandano di prendere e indossare le "Nega-Bande", delle fascette dorate che si mettono sui polsi: ciò stabilisce un contatto telepatico tra lui e Mar-Vell. Così il giovane viene trasportato nella Zona Negativa e Mar-Vell nell'universo della Terra per effetto dei polsini Kree. Poco dopo viene contattato ancora dal Generale Yon-Rogg, che teneva prigioniera Carol Danvers. In un tentativo disperato di eliminare il suo rivale, Yon-Rogg combatte contro l'eroe, ma Mar-Vell riesce a fuggire assieme a Carol, e il Generale viene ucciso in un'esplosione. (L'esposizione all'arma di Yon-Rogg, lo Psiche-Magnetron, trasforma Carol in Ms. Marvel.)
Capitan Marvel e Rick Jones continuano a scambiarsi per molti mesi fino a che Mar-Vell utilizza la porta dimensionale creata da Mr. Fantastic per la Zona Negativa e riesce a trasportare Rick nell'universo normale, sicché i due riescono a trovarsi nella stessa dimensione simultaneamente. Successivamente Rick e Mar-Vell si uniscono ai Vendicatori per fermare la guerra Kree-Skrull, che aveva colpito anche la Terra. Nel conflitto Rick viene messo KO ma Capitan Marvel sacrifica parte della sua energia vitale per salvarlo fondendo i suoi atomi con i suoi, in modo che i due rimangano collegati, come era già successo in passato.
Dopo molti mesi e avventure, il corpo di Rick Jones non riesce più a contenere la forza vitale di Mar-Vell, e collassa. La sua ragazza, Lou Ann Savannah, lo porta da suo zio, che usa una speciale energia fotonica per curarlo; quindi il legame tra Jones e Capitan Marvel si rompe e l'energia vitale data al ragazzo torna a lui. Dopo questa esperienza, il Capitano scopre di poter assorbire l'energia solare ed emetterla attraverso raggi o palle di fuoco e di aver acquisito una forza sovrumana.

### Il protettore dell'universo
Quando Capitan Marvel si trova a fronteggiare i piani dell'alieno nichilista Thanos, viene contattato da Eon, un'entità guardiana dell'Universo che aveva prescelto Capitan Marvel come "Protettore dell'universo". Inoltre gli fornisce una speciale "Conoscenza Cosmica". Questo nuovo potere permette a Mar-Vell, con l'aiuto dei Vendicatori, di sconfiggere il folle Thanos.
Passato del tempo, ritorna il Comandante Zarek, al comando della Legione Lunatica, nelle cui file è presente anche Nitro. Il criminale esplosivo era stato mandato a rubare dei barili di gas nervino quando Capitan Marvel lo scopre. Sebbene avesse sconfitto Nitro e avesse riportato al sicuro i barili, era rimasto esposto al gas, cosa che in seguito si rivelerà disastrosa.
In uno scontro diretto con Mar-Vell, Zarek e la Legione Lunatica riescono quasi ad eliminarlo se non fosse stato per i poteri derivati dalla fusione con Jones. Il Capitano ritorna subito ad informare l'Intelligenza Suprema del piano del criminale ma il congresso ne era già a conoscenza, infatti aveva già arruolato una squadra per fermare la Legione e proteggere l'eroe. L'Intelligenza era da tempo conscia del fatto che la razza Kree stava raggiungendo l'estinzione, così aveva scelto Mar-Vell per integrarsi con le altre razze geneticamente compatibili e così rinvigorire la specie Kree. La scelta ricadeva su di lui a causa del suo DNA particolare e su Rick Jones per il suo potenziale psichico. Così attraverso l'uso delle Nega-Bande che li collega e di un particolare fiore Kree, il "Millennium Bloom", l'Intelligenza prova ad assorbire le energie dei cervelli dei due per arrivare allo scopo. Tuttavia i due resistono e riescono a scappare e ad abbandonare l'Impero Kree, questa volta per sempre.
Ritornato sulla Terra, Mar-Vell lavora da solo per un certo periodo. Lavora in un osservatorio, si unisce ai Difensori per un Giorno ed entra a far parte ai Vendicatori per sconfiggere Thanos. Costui aveva quasi distrutto il suo pianeta natale, Titano, e Capitan Marvel aiuta gli Eterni di quel pianeta a riportare l'ordine su di esso. In questo periodo si innamora follemente di Elysius, una ragazza degli Eterni di Titano, con cui avrà una relazione e condividerà molte avventure.

### La morte di Capitan Marvel

Mar-Vell muore tra le braccia di Morte, in una posa ispirata alla Pietà di Michelangelo. Disegni di Jim Starlin

Dopo anni di servizio come supereroe, l'esposizione al gas nervino nello scontro con Nitro si rivela cancerosa, e il cancro diventa maligno. Mar-Vell trascorre i suoi ultimi giorni su Titano, la luna di Saturno, assieme a Elysius e ai suoi amici Mentore (A'Lars) e Starfox. Molti supereroi vengono a visitarlo, tra cui la Cosa, l'Uomo Ragno, Drax il Distruttore e l'ambasciatore dell'Impero Skrull (il più grande nemico dei Kree) che premia Mar-Vell con La Medaglia al Valore degli Skrull ed afferma che Capitan Marvel era stato uno dei più potenti avversari solitari del suo popolo. Viene anche proclamato membro onorario dei Vendicatori. Poco prima di morire il Capitano ha una visione dove è presente Thanos e la Morte; dopo un breve combattimento con il suo più potente antagonista, si arrende e si lascia portare via dalla Morte, così termina l'esistenza dell'eroe "più cosmico di tutti". Dopo il suo funerale viene eretta una statua dedicata a lui su Titano.
Il suo eroismo continua in suo figlio, Genis-Vell, concepito da Elysius che era stata fecondata attraverso il DNA clonato di Mar-Vell, e in Phyla-Vell, sua figlia proveniente da un'altra realtà. Inoltre si scopre che Mar-Vell ha avuto un figlio anche con Anelle, la principessa dell'Impero Skrull, chiamato Hulkling.
Monica Rambeau ha assunto per un certo periodo il nome di Capitan Marvel, ma successivamente l'ha cambiato in Pulsar.

### Civil War
Durante Civil War Mar-Vell torna misteriosamente tra i vivi; il motivo, pare, sembra essere un'anomalia nello spazio-tempo che ha risucchiato il Capitano Kree dal suo tempo per trasportarlo nel nostro. Venne trovato da Iron Man e Sentry, che lo convinsero ad appoggiare la loro causa; vediamo infatti Capitan Marvel, assieme al clone di Thor, partecipare alla battaglia finale tra le strade di Manhattan.

### Secret Invasion
In realtà però, Capitan Mar-Vell non è altri che uno Skrull infiltrato, che ha attaccato i Thunderbolts di Norman Osborn. Il lavaggio del cervello però si è rivelato tanto efficace che il falso Mar-Vell, pur venuto a conoscenza della sua reale natura, ha abbracciato la causa dei terrestri, incoraggiando il kree Noh-Varr (ex Marvel Boy) a difendere gli umani ed attaccare gli skrull. Noh-Varr viene incluso da Norman Osborn nei nuovi Vendicatori governativi ai suoi ordini, adottando il nome di Capitan Marvel in onore dell'eroe kree.

### Avengers vs X-Men
Dei sacerdoti Kree resuscitano Marvel usando il cristallo M'Kraan e l'energia della Forza Fenice. Il redivivo Mar-Vell viene usato come pedina contro i Vendicatori e in difesa della Forza Fenice. Fa squadra con Ms. Marvel e Protector, sotto controllo mentale, intenzionato a distruggere i Vendicatori ma la Visione riesce a liberare Ms. Marvel e Protector dal controllo mentale.
Viene scoperto che Mar-Vell aveva un nipote dalla pelle blu che ha vissuto come emarginato dopo che Mar-Vell venne giudicato traditore dai Kree. Il nipote di Mar-Vell si chiamava Ministro Marvel e suo figlio aveva il potere di controllare le menti. Il piano del Ministro Marvel era quello di usare la Forza Fenice per far evolvere i Kree e ridare onore al nome Mar-Vell. Resuscitare Mar-Vell faceva parte del suo piano perché aveva bisogno di una figura messianica per influenzare i Kree. Fallito il suo piano, Ministro Marvel uccide suo figlio e si suicida di fronte a Mar-Vell. Successivamente i Vendicatori affrontano la Forza Fenice che stava minacciando il pianeta capitale dei Kree, Hala, ma non riescono a fermarla. Mar-Vell realizza la verità della situazione, la Forza Fenice è andata su Hala per recuperare la sua energia che è stata messa dentro di lui per riportarlo in vita. Si sacrifica per salvare i Kree permettendo alla Forza Fenice di riprendersi l'energia. Il processo lasciò Mar-Vell alla deriva nello spazio e successivamente il suo corpo viene trovato su un pianeta e con delle piante che crescono intorno a lui. Ms. Marvel, ispirata dal sacrificio di Mar-Vell, dichiara che il nome Capitan Marvel deve continuare a vivere.

## Poteri e abilità
In origine, Capitan Marvel non ha poteri sovrumani, sebbene fosse più forte di un essere umano normale a causa della sua fisiologia avanzata Kree. Questa razza aveva infatti sviluppato una forza maggiore per sopportare la gravità più pesante del loro pianeta. Il suo equipaggiamento da soldato consiste in una cintura jet che gli permette di volare per brevi tratti e un'arma a Uniraggio.
Ottiene per un breve periodo alcune potenti capacità, tra cui anche il teletrasporto, dall'entità chiamata Zo.
I suoi bracciali, chiamati Nega-Bande, gli permettono di convertire l'energia vitale in forza fisica, in un'elevatissima resistenza e gli garantiscono le capacità di volare, di sparare raggi di energia e di resistere nello spazio aperto senza bisogno di respirare.
Il trattamento con le radiazioni del Dr. Benjamin Savannah altera la struttura genetica di Mar-Vell in modo che lui potesse assorbire l'energia solare e servirsene per vari usi, tra cui aumentare la sua forza. In seguito impara a sfruttare il suo nuovo potere anche per volare, così abbandona l'uso delle Nega-Bande. Dopo aver acquisito la "conoscenza cosmica" da Eon si lascia dietro di sé una scia lucente mentre vola.
Mar-Vell è anche un ottimo combattente corpo a corpo ed è uno dei pochi supereroi con il pieno controllo dei propri superpoteri.

### La Conoscenza cosmica
Mentre combatte contro Thanos viene contattato da Eon che gli dona il potere della "Conoscenza Cosmica". L'esatta natura di questa abilità di Capitan Marvel non è mai stata definita precisamente. Secondo le parole dello stesso Eon, essa è una sorta di accresciuta percezione che permette a Mar-Vell di avvertire ed individuare qualsiasi evento che accade nell'universo, indipendentemente dalla sua posizione. Nelle serie seguenti del supereroe, nelle quali il protagonista è Genis-Vell, il potere di essa è descritto come una forza smisurata che permette a chi la usa di sapere ciò che gli serve al momento giusto, sia per quanto riguarda il passato, il presente o il futuro. Senza l'esperienza sufficiente e un certo livello di controllo su di essa, questo senso di onniscienza può condurre alla pazzia.

## Versioni alternative

### Ultimate Marvel
Nell'Universo Ultimate l'Oltrekomandante Geheneris Halason Mahr Vehl è un ufficiale Kree infiltrato sulla Terra, sotto l'identita del Dottor Philip Lawson, per sabotare il programma spaziale americano, di modo che gli esseri umani non riescano a sfuggire alla furia distruttiva di Gah Lak Tus. Scoperto dallo SHIELD, si alleerà con gli eroi terrestri contro la sua stessa razza e contro il divoratore di mondi.

### L'ordine di Thanos
Nella miniserie L'ordine di Thanos, il principale avversario è Lord Mar-Vell ovvero il Capitan Marvel del cosiddetto "Cancroverso", il quale, per non soccombere al cancro che uccise la sua versione classica, accettò l'aiuto degli esseri dai molti angoli consentendogli di uccidere la Morte e di espandersi nel cosmo.

## Altri media

### Cinema
Nel film Captain Marvel del 2019, del Marvel Cinematic Universe, il personaggio viene scisso in due, Carol Danvers assume l'identità dell'eroe Capitan Marvel, mentre Mar-Vell è la vera identità Kree della dottoressa Wendy Lawson che, dopo aver disertato avendo capito come la Guerra Kree-Skrull fosse ingiusta, giunge sulla Terra e sotto la nuova identità del fisico Wendy Lawson costruisce un motore a velocità della luce con l'intento di aiutare alcuni profughi Skrull a ritrovare una casa. La navicella che portava il reattore pilotato da Carol Danvers e con a bordo Mar-Vell venne abbattuto e quest'ultima venne uccisa da Yon-Rogg, mentore Kree di Carol e antagonista della pellicola.

### Televisione
- Compare in Super Hero Squad Show.
- Compare anche in Avengers - I più potenti eroi della Terra.

### Videogiochi
Capitan Marvel è apparso nella versione per PSP del videogioco Marvel: La Grande Alleanza. I costumi utilizzati dal personaggio sono quello di Mar-Vell, quello di Genis-Vell rosso e blu, quello di Genis nero e bianco e quello di Mahr Vehl (Ultimate Capitan Marvel).

## Pubblicazioni

### Originali (USA)
- Marvel Super-Heroes numeri 12-13 (dicembre 1967 e marzo 1968)
- Captain Marvel (vol. 1) numeri 1-57 (maggio 1967 - giugno 1979)
- Marvel Graphic Novel numero 1 (The Death of Captain Marvel, aprile 1982)
- The Life of Captain Marvel numeri 1-5 (1985)
- The Untold Legend of Captain Marvel numeri 1-3 (aprile 1997 - giugno 1997)
- Civil War: The Return (gennaio 2007)
- Civil War numero 7 (febbraio 2007)

### Italiane
Ne I Fantastici 4 (prima serie) numeri da 15 a 213 (Editoriale Corno, ottobre 1971 - giugno 1979) sono contenute tutte le storie di Marvel Super-Heroes numeri 12-13 e Captain Marvel (vol. 1) numeri 1-57, riguardanti Mar-Vell.
La graphic novel La Morte di Captain Marvel è stata pubblicata per la prima volta in Play Special n. 1 (Play Press, febbraio 1990).